# Lista planetelor minore/4001–4100
Aceasta este Lista planetelor minore/4001–4100; pentru a naviga prin lista completă vezi Lista planetelor minore.
Pentru ale detalii vezi și Proiect:Astronomie sau Portal:Astronomie.
| Nume                   | Denumire provizorie | Data descoperirii  | Locul descoperirii        | Descoperitor(i)                                        |
| ---------------------- | ------------------- | ------------------ | ------------------------- | ------------------------------------------------------ |
| 4001 Ptolemaeus        | 1949 PV             | 2 august 1949      | Heidelberg                | K. Reinmuth                                            |
| 4002 Shinagawa         | 1950 JB             | 14 mai 1950        | Heidelberg                | K. Reinmuth                                            |
| 4003 Schumann          | 1964 ED             | 8 martie 1964      | Tautenburg Observatory⁠(d) | F. Börngen                                             |
| 4004 Listʹev           | 1971 SN1            | 16 septembrie 1971 | Nauchnij⁠(d)               | Crimean Astrophysical Observatory⁠(d)                   |
| 4005 Dyagilev          | 1972 TC2            | 8 octombrie 1972   | Nauchnij                  | L. V. Juravliova                                       |
| 4006 Sandler           | 1972 YR             | 29 decembrie 1972  | Nauchnij                  | T. M. Smirnova                                         |
| 4007 Euryalos          | 1973 SR             | 19 septembrie 1973 | Palomar                   | C. J. van Houten, I. van Houten-Groeneveld, T. Gehrels |
| 4008 Corbin            | 1977 BY             | 22 ianuarie 1977   | El Leoncito⁠(d)            | Felix Aguilar Observatory⁠(d)                           |
| 4009 Drobyshevskij     | 1977 EN1            | 13 martie 1977     | Nauchnij⁠(d)               | N. S. Cernîh                                           |
| 4010 Nikolʹskij        | 1977 QJ2            | 21 august 1977     | Nauchnij                  | N. S. Cernîh                                           |
| 4011 Bakharev          | 1978 SC6            | 28 septembrie 1978 | Nauchnij                  | N. S. Cernîh                                           |
| 4012 Geballe           | 1978 VK9            | 7 noiembrie 1978   | Palomar                   | E. F. Helin, S. J. Bus                                 |
| 4013 Ogiria            | 1979 OM15           | 21 iulie 1979      | Nauchnij⁠(d)               | N. S. Cernîh                                           |
| 4014 Heizman           | 1979 SG10           | 28 septembrie 1979 | Nauchnij                  | N. S. Cernîh                                           |
| 4015 Wilson-Harrington | 1979 VA             | 15 noiembrie 1979  | Palomar                   | E. F. Helin                                            |
| 4016 Sambre            | 1979 XK             | 15 decembrie 1979  | La Silla                  | H. Debehogne, E. R. Netto⁠(d)                           |
| 4017 Disneya           | 1980 DL5            | 21 februarie 1980  | Nauchnij⁠(d)               | L. G. Karacikina                                       |
| 4018 Bratislava        | 1980 YM             | 30 decembrie 1980  | Kleť                      | A. Mrkos                                               |
| 4019 Klavetter         | 1981 EK14           | 1 martie 1981      | Siding Spring             | S. J. Bus                                              |
| 4020 Dominique         | 1981 ET38           | 1 martie 1981      | Siding Spring             | S. J. Bus                                              |
| 4021 Dancey            | 1981 QD2            | 30 august 1981     | Anderson Mesa             | E. Bowell                                              |
| 4022 Nonna             | 1981 TL4            | 8 octombrie 1981   | Nauchnij⁠(d)               | L. I. Cernîh                                           |
| 4023 Jarník            | 1981 UN             | 25 octombrie 1981  | Kleť                      | L. Brožek⁠(d)                                           |
| 4024 Ronan             | 1981 WQ             | 24 noiembrie 1981  | Anderson Mesa             | E. Bowell                                              |
| 4025 Ridley            | 1981 WU             | 24 noiembrie 1981  | Anderson Mesa             | E. Bowell                                              |
| 4026 Beet              | 1982 BU1            | 30 ianuarie 1982   | Anderson Mesa             | E. Bowell                                              |
| 4027 Mitton            | 1982 DN             | 21 februarie 1982  | Anderson Mesa             | E. Bowell                                              |
| 4028 Pancratz          | 1982 DV2            | 18 februarie 1982  | Socorro                   | L. G. Taff⁠(d)                                          |
| 4029 Bridges           | 1982 KC1            | 24 mai 1982        | Palomar                   | C. S. Shoemaker                                        |
| 4030 Archenhold        | 1984 EO1            | 2 martie 1984      | La Silla                  | H. Debehogne                                           |
| 4031 Mueller           | 1985 CL             | 12 februarie 1985  | Palomar                   | C. S. Shoemaker                                        |
| 4032 Chaplygin         | 1985 UT4            | 22 octombrie 1985  | Nauchnij⁠(d)               | L. V. Juravliova                                       |
| 4033 Yatsugatake       | 1986 FA             | 16 martie 1986     | Kobuchizawa⁠(d)            | M. Inoue⁠(d), O. Muramatsu⁠(d)                           |
| 4034 Vishnu            | 1986 PA             | 2 august 1986      | Palomar                   | E. F. Helin                                            |
| 4035                   | 1986 WD             | 22 noiembrie 1986  | Toyota                    | K. Suzuki, T. Urata                                    |
| 4036 Whitehouse        | 1987 DW5            | 21 februarie 1987  | La Silla                  | H. Debehogne                                           |
| 4037 Ikeya             | 1987 EC             | 2 martie 1987      | Toyota                    | K. Suzuki, T. Urata                                    |
| 4038 Kristina          | 1987 QH2            | 21 august 1987     | La Silla                  | E. W. Elst                                             |
| 4039 Souseki           | 1987 SH             | 17 septembrie 1987 | Geisei⁠(d)                 | T. Seki                                                |
| 4040 Purcell           | 1987 SN1            | 21 septembrie 1987 | Anderson Mesa             | E. Bowell                                              |
| 4041 Miyamotoyohko     | 1988 DN1            | 19 februarie 1988  | Chiyoda⁠(d)                | T. Kojima⁠(d)                                           |
| 4042 Okhotsk           | 1989 AT1            | 15 ianuarie 1989   | Kitami⁠(d)                 | K. Endate, K. Watanabe⁠(d)                              |
| 4043 Perolof           | 1175 T-3            | 17 octombrie 1977  | Palomar                   | C. J. van Houten, I. van Houten-Groeneveld, T. Gehrels |
| 4044 Erikhøg           | 5142 T-3            | 16 octombrie 1977  | Palomar                   | C. J. van Houten, I. van Houten-Groeneveld, T. Gehrels |
| 4045 Lowengrub         | 1953 RG             | 9 septembrie 1953  | Brooklyn⁠(d)               | Indiana University⁠(d)                                  |
| 4046 Swain             | 1953 TV             | 7 octombrie 1953   | Brooklyn                  | Indiana University                                     |
| 4047 Chang'E           | 1964 TT2            | 8 octombrie 1964   | Nanking⁠(d)                | Purple Mountain Observatory⁠(d)                         |
| 4048 Samwestfall       | 1964 UC             | 30 octombrie 1964  | Brooklyn⁠(d)               | Indiana University⁠(d)                                  |
| 4049 Noragalʹ          | 1973 QD2            | 31 august 1973     | Nauchnij⁠(d)               | T. M. Smirnova                                         |
| 4050 Mebailey          | 1976 SF             | 20 septembrie 1976 | Kvistaberg⁠(d)             | C.-I. Lagerkvist⁠(d), H. Rickman⁠(d)                     |
| 4051 Hatanaka          | 1978 VP             | 1 noiembrie 1978   | Caussols                  | K. Tomita⁠(d)                                           |
| 4052 Crovisier         | 1981 DP2            | 28 februarie 1981  | Siding Spring             | S. J. Bus                                              |
| 4053 Cherkasov         | 1981 TQ1            | 2 octombrie 1981   | Nauchnij⁠(d)               | L. V. Juravliova                                       |
| 4054 Turnov            | 1983 TL             | 5 octombrie 1983   | Kleť                      | A. Mrkos                                               |
| 4055 Magellan          | 1985 DO2            | 24 februarie 1985  | Palomar                   | E. F. Helin                                            |
| 4056 Timwarner         | 1985 FZ1            | 22 martie 1985     | Anderson Mesa             | E. Bowell                                              |
| 4057 Demophon          | 1985 TQ             | 15 octombrie 1985  | Anderson Mesa             | E. Bowell                                              |
| 4058 Cecilgreen        | 1986 JV             | 4 mai 1986         | Anderson Mesa             | E. Bowell                                              |
| 4059 Balder            | 1987 SB5            | 29 septembrie 1987 | Brorfelde⁠(d)              | P. Jensen⁠(d)                                           |
| 4060 Deipylos          | 1987 YT1            | 17 decembrie 1987  | La Silla                  | E. W. Elst, G. Pizarro⁠(d)                              |
| 4061 Martelli          | 1988 FF3            | 19 martie 1988     | La Silla                  | W. Ferreri⁠(d)                                          |
| 4062 Schiaparelli      | 1989 BF             | 28 ianuarie 1989   | Bologna⁠(d)                | Osservatorio San Vittore⁠(d)                            |
| 4063 Euforbo           | 1989 CG2            | 1 februarie 1989   | Bologna                   | Osservatorio San Vittore                               |
| 4064 Marjorie          | 2126 P-L            | 24 septembrie 1960 | Palomar                   | C. J. van Houten, I. van Houten-Groeneveld, T. Gehrels |
| 4065 Meinel            | 2820 P-L            | 24 septembrie 1960 | Palomar                   | C. J. van Houten, I. van Houten-Groeneveld, T. Gehrels |
| 4066 Haapavesi         | 1940 RG             | 7 septembrie 1940  | Turku                     | H. Alikoski⁠(d)                                         |
| 4067 Mikhelʹson        | 1966 TP             | 11 octombrie 1966  | Nauchnij⁠(d)               | N. S. Cernîh                                           |
| 4068 Menestheus        | 1973 SW             | 19 septembrie 1973 | Palomar                   | C. J. van Houten, I. van Houten-Groeneveld, T. Gehrels |
| 4069 Blakee            | 1978 VL7            | 7 noiembrie 1978   | Palomar                   | E. F. Helin, S. J. Bus                                 |
| 4070 Rozov             | 1980 RS2            | 8 septembrie 1980  | Nauchnij⁠(d)               | L. V. Juravliova                                       |
| 4071 Rostovdon         | 1981 RD2            | 7 septembrie 1981  | Nauchnij                  | L. G. Karacikina                                       |
| 4072 Yayoi             | 1981 UJ4            | 30 octombrie 1981  | Kiso⁠(d)                   | H. Kosai⁠(d), K. Hurukawa⁠(d)                            |
| 4073 Ruianzhongxue     | 1981 UE10           | 23 octombrie 1981  | Nanking⁠(d)                | Purple Mountain Observatory⁠(d)                         |
| 4074 Sharkov           | 1981 UN11           | 22 octombrie 1981  | Nauchnij⁠(d)               | N. S. Cernîh                                           |
| 4075 Sviridov          | 1982 TL1            | 14 octombrie 1982  | Nauchnij                  | L. G. Karacikina                                       |
| 4076 Dörffel           | 1982 UF4            | 19 octombrie 1982  | Tautenburg Observatory⁠(d) | F. Börngen                                             |
| 4077 Asuka             | 1982 XV1            | 13 decembrie 1982  | Kiso⁠(d)                   | H. Kosai⁠(d), K. Hurukawa⁠(d)                            |
| 4078 Polakis           | 1983 AC             | 9 ianuarie 1983    | Anderson Mesa             | B. A. Skiff⁠(d)                                         |
| 4079 Britten           | 1983 CS             | 15 februarie 1983  | Anderson Mesa             | E. Bowell                                              |
| 4080 Galinskij         | 1983 PW             | 4 august 1983      | Nauchnij⁠(d)               | L. G. Karacikina                                       |
| 4081 Tippett           | 1983 RC2            | 14 septembrie 1983 | Anderson Mesa             | E. Bowell                                              |
| 4082 Swann             | 1984 SW3            | 27 septembrie 1984 | Palomar                   | C. S. Shoemaker                                        |
| 4083 Jody              | 1985 CV             | 12 februarie 1985  | Palomar                   | C. S. Shoemaker                                        |
| 4084 Hollis            | 1985 GM             | 14 aprilie 1985    | Anderson Mesa             | E. Bowell                                              |
| 4085 Weir              | 1985 JR             | 13 mai 1985        | Palomar                   | C. S. Shoemaker                                        |
| 4086 Podalirius        | 1985 VK2            | 9 noiembrie 1985   | Nauchnij⁠(d)               | L. V. Juravliova                                       |
| 4087 Pärt              | 1986 EM1            | 5 martie 1986      | Anderson Mesa             | E. Bowell                                              |
| 4088 Baggesen          | 1986 GG             | 3 aprilie 1986     | Brorfelde⁠(d)              | P. Jensen⁠(d)                                           |
| 4089 Galbraith         | 1986 JG             | 2 mai 1986         | Palomar                   | INAS⁠(d)                                                |
| 4090 Říšehvězd         | 1986 RH1            | 2 septembrie 1986  | Kleť                      | A. Mrkos                                               |
| 4091 Lowe              | 1986 TL2            | 7 octombrie 1986   | Anderson Mesa             | E. Bowell                                              |
| 4092 Tyr               | 1986 TJ4            | 8 octombrie 1986   | Brorfelde⁠(d)              | P. Jensen⁠(d)                                           |
| 4093 Bennett           | 1986 VD             | 4 noiembrie 1986   | Siding Spring             | R. H. McNaught                                         |
| 4094 Aoshima           | 1987 QC             | 26 august 1987     | Shizuoka                  | M. Kizawa⁠(d), W. Kakei⁠(d)                              |
| 4095 Ishizuchisan      | 1987 SG             | 16 septembrie 1987 | Geisei⁠(d)                 | T. Seki                                                |
| 4096 Kushiro           | 1987 VC             | 15 noiembrie 1987  | Kushiro                   | S. Ueda⁠(d), H. Kaneda⁠(d)                               |
| 4097 Tsurugisan        | 1987 WW             | 18 noiembrie 1987  | Geisei⁠(d)                 | T. Seki                                                |
| 4098 Thraen            | 1987 WQ1            | 26 noiembrie 1987  | Tautenburg Observatory⁠(d) | F. Börngen                                             |
| 4099 Wiggins           | 1988 AB5            | 13 ianuarie 1988   | La Silla                  | H. Debehogne                                           |
| 4100 Sumiko            | 1988 BF             | 16 ianuarie 1988   | Okutama⁠(d)                | T. Hioki⁠(d), N. Kawasato⁠(d)                            |